# 港川
港川（みなとがわ）は、沖縄県浦添市の地名。現行行政地名は港川1丁目、港川2丁目、字港川。郵便番号901-2134。

## 地理
市の北部に位置し、牧港、城間、伊祖に接する。ほぼ中央を国道58号が走っており、国道を境に北側が字港川、南側が港川1丁目、港川2丁目となっている。

## 歴史
- 1986年2月3日　住居表示実施(港川1丁目、2丁目設置)

## 人口・世帯数

### 港川1丁目
- 男:1283人
- 女:1328人
- 計:2611人
- 世帯数:1074世帯

### 港川2丁目
- 男:1426人
- 女:1586人
- 計:3012人
- 世帯数:1263世帯

### 字港川
- 男:880人
- 女:981人
- 計:1861人
- 世帯数:808世帯

いずれも2022年4月30日現在。

## 施設

### 港川1丁目
- 浦添市立港川中学校

### 港川2丁目
- 琉球日産自動車
- 創価学会浦添文化会館
- 沖縄スイミングスクール浦添校

同スイミングスクール及びガルフスポーツクラブを運営する株式会社沖縄スイミングスクールも同住所にある。
- 港川ステイツサイドタウン

### 字港川
- スズキ自販沖縄
- 沖縄ふそう自動車
- カーミージー
- 内閣府沖縄総合事務局陸運事務所
- 浦添市歴史にふれる館

## 自治会
- 港川自治会
- 緑ヶ丘自治会
- 港川崎原自治体
- 県営港川団地自治会

## 交通

### 道路
- 国道58号

- 沖縄県道38号浦添西原線(港川道路)
- 浦添北道路

### バス停
- 港川バス停(国道58号沿い)

- 港川崎原バス停